# Rallye d'Île-de-France
Le Rallye d'Île-de-France est un Rallye automobile qui a eu lieu le 19 juillet 2003 à Étampes en région parisienne.

## Histoire
Il compta pour le championnat de France des rallyes 2003.
Tracé sur un circuit terre artificiel, cette épreuve fut décriée car pour nombre de concurrents et suiveurs, elle ressemblait plus à une exhibition qu'à un vrai rallye.
Il s'est déroulé sur un parcours long de 125.40 km, dont 92,20 chronométrés répartis sur 8 épreuves spéciales (3 "différentes"). Il vit la victoire du pilote martiniquais Simon Jean-Joseph, sur une Renault Clio S1600 et sous une forte châleur.
Le Rallye d'Île-de-France sera sans lendemain, et n'est plus réorganisé à ce jour.